# Borgman (série télévisée d'animation)
Pour les articles homonymes, voir Borgman.
Borgman (超音戦士ボーグマン, Chōon Senshi Bōguman) est un anime japonais créé par Michitaka Kikuchi, diffusé en 1988 sur Nippon TV.
En France, la société AB avait prévu de diffuser cette série dans le Club Dorothée et avait donc entamé le doublage des épisodes. Elle ne fut jamais programmée et seul un extrait fut diffusé quand les téléspectateurs pouvaient voter pour de nouvelles séries !

## Synopsis
Série : 
Last Battle : D'étranges événements viennent de se dérouler à Tokyo. Miki, inspecteur de police, pense qu'ils sont causés par des cyborgs très perfectionnés. Pourtant, ses amis Ryo, Chuck et Aniss sont à ce jour les seuls modèles de cyborg existants depuis la mort de leur créateur Memory…
Lovers Rain : Le trouble et le doute s'installent dans l'esprit de Ryo qui ne se pardonne toujours pas d'avoir été obligé de tuer Memory, celle qui lui fabriqua son corps de cyborg. Entre hallucinations et souvenirs, son amie Aniss Farm tente de le déculpabiliser.

## Fiche Technique
- Titre japonais : Chōon Senshi Borgman
- Producteur : Ashi Production
- Année de production : 1988
- Auteur : Ashi Production
- Nombre d'épisodes : 35

## Épisodes
1. Le baptême du feu
2. Panique sur la ville
3. Les monstres de la nuit
4. La dernière limite

5 à 35. (Sans titres français)

## Les Films
Le premier film de Borgman est d'une durée de 90 minutes et s'intitule Last Battle. Il existe un autre film, Lover's Rain, d'une durée de 25 minutes. Tous les deux ont été édités en France chez AK Vidéo.
Une suite en 3 OAV existe, elle porte le nom de Borgman 2058. Elle a aussi été éditée chez AK Vidéo.